# Криворожский автотранспортный колледж
Криворожский автотранспортный колледж — среднее специальное учебное заведение, профессиональный колледж в городе Кривой Рог.

## История
В январе 1963 года организован Криворожский техникум автомобильного транспорта. Первым директором стал Иван Константинович Вязовский.
В 1964 году начато строительство нового учебного комплекса на 960 студентов.
До 1968 года обучение велось по двум специальностям: «Эксплуатация автотранспорта» и «Техническое обслуживание и ремонт автомобилей».
В 1968 году переименован в Криворожский техникум горного транспорта. Введена специальность по работе на большегрузных карьерных самосвалах.
В 1969 году введён в эксплуатацию новый учебный комплекс.
В 1990 году в виде эксперимента техникум реорганизован в Криворожский автотранспортный колледж. В 1993 году Криворожский автотранспортный колледж переименован вновь в Криворожский автотранспортный техникум.
В 1999 году при Криворожском автотранспортном техникуме организован учебно-производственный комплекс, в состав которого вошли ПТУ № 29, Криворожский профессиональный горно-технологический лицей, средние школы № 36, 44, 49, 52, 62, 86; территориально-производственное объединение «Кривбассавтотранс» и другие автотранспортные предприятия.
В 2004 году техникум стал структурным подразделением Криворожского технического университета и переименован в Криворожский автотранспортный техникум Криворожского технического университета.
В 2011 году переименован в Автотранспортный техникум государственного высшего учебного заведения «Криворожский национальный университет». С 2015 года — Автотранспортный колледж ГВУЗ «Криворожский национальный университет».

## Характеристика
На 1969 год имелось дневное, вечернее и заочное отделения, на которых училось более 1700 студентов.